# Novella Parigini
Novella Parigini (Chiusi, 29 aprile 1921 – Roma, 30 settembre 1993) è stata una pittrice italiana.

## Biografia
Il suo nome è legato agli anni '50 e '60, quelli della "Dolce Vita", di cui fu uno dei simboli, eleggendo Roma ed in particolare via Margutta, a palcoscenico delle sue vicende esistenziali ed artistiche. Si lanciò nel vortice della vita romana e ne pagò anche lo scotto rimanendo coinvolta in vicende giudiziarie.
Si affermò nel mondo dell'esistenzialismo parigino; aspetti caratterizzanti della sua arte sono gli occhi di gatto nelle figure maschili e femminili, zigomi pronunciati, labbra turgide e carnose, seni grandi, prototipo della donna d'oggi e la ripetizione dei soggetti che ha anticipato quei processi di massificazione che solo qualche anno dopo hanno riproposto artisti come Andy Warhol. Educata al culto della bellezza e dell'edonismo ereditato dalla sua aristocratica famiglia senese, la sua esperienza si mescola con l'esistenzialismo, il femminismo ed il surrealismo francesi, per poi sfociare in una forma pionieristica e intellettuale della Pop art. Snob e aristocratica, inserita negli ambienti intellettuali parigini, nell'immediato dopoguerra, si presenta passeggiando spregiudicatamente per le vie parigine con un abbigliamento "eretico" diventando protagonista della vita mondana.

Il suo esistenzialismo però si discosta da quello del suo amico Jean-Paul Sartre nel momento in cui questo assume dei connotati politici; per Novella Parigini essere esistenzialista significava essere liberi anche da ogni tendenza o legame politico oltre che sentimentale, la sua era una libertà che si muoveva solo verso l'emancipazione dell'uomo dall'autorità di forme concettuali date come assolute che sovrastano il pensiero amputandolo delle sue infinite possibilità e solo da tale consapevolezza, dice, può scaturire quella libertà totale che poi va a configurarsi come scelta e responsabilità. Le sue trasgressioni, i suoi eccessi, erano un modo per sperimentare le nuove possibilità offerte dal pensiero libero e non un atteggiamento eversivo o rivoluzionario. Alla domanda su cosa intendesse per Arte, rispondeva: 
 Per quanto riguarda il surrealismo in Novella Parigini questo assume caratteristiche differenti da quelle teorizzate da André Breton, non aveva nulla a che fare con l'inconscio e con l'onirico, era solo una forma espressiva per esplicare il pensiero liberamente, scelta comunque influenzata dalla sua amicizia con Salvador Dalí, che fu anche suo maestro.

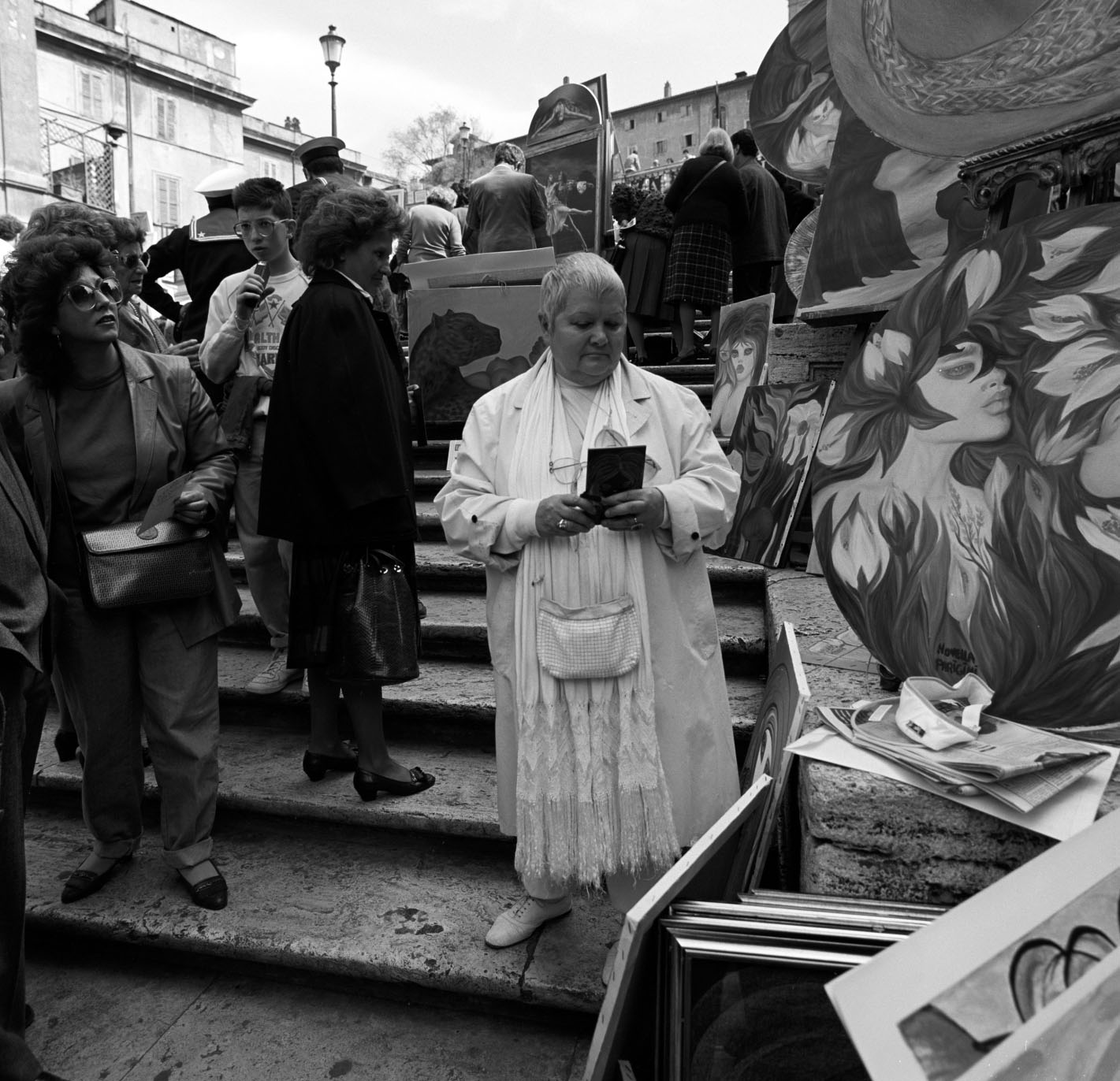
Novella Parigini espone i suoi quadri sulla Scalinata di Piazza di Spagna (1986)

Ha esposto in molte città del mondo, anche in Cina; le poste francesi hanno emesso un francobollo riproducente un suo dipinto e numerosi quadri sono esposti in varie chiese  (vedi anche K. Puccini, 1985 ed E.Echeoni, 1999). Si impegnò per la difesa di via Margutta minacciata dalla speculazione edilizia che voleva trasformare gli atelier d'arte in mini-appartamenti, e la rassegna dei "Cento Pittori" da lei voluta già dal 1955 ed alla quale ha partecipato insieme ad artisti affermati e soprattutto sconosciuti, per offrire loro una chance.
Dagli inizi degli anni settanta fino alla sua morte inizia un intenso sodalizio pittorico con Elvino Echeoni il quale ora ne cura la fondazione. Nel 1993 muore e viene sepolta nel Cimitero del Verano.
Dopo la sua morte sono state ritrovate alcune lettere di Gabriele D'Annunzio (tra cui una delle prime stesure de La pioggia nel pineto) alla madre di Novella, Emilia, nelle quali è proprio "il vate" a dare il nome a Novella e a fornire le istruzioni del funzionamento di un talismano "infallibile" da lui regalatole.

## Retrospettive
- "Novella Parigini. Retrospettiva". Vicenza, Salone degli Zavatteri della Basilica Palladiana. 3 dicembre 2005 - 15 gennaio 2006, su vicenzanews.it.

## Omaggi
Il comune di Olbia le ha intitolato una via nella località turistica di Porto Rotondo.